# Eunice Newton Foote
Eunice Newton Foote (Goshen, 17 luglio 1819 – Lenox, 30 settembre 1888) è stata una scienziata e attivista statunitense.

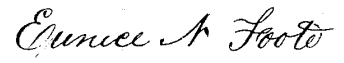
Firma della scienziata femminista

È stata la prima scienziata nota ad aver sperimentato l'effetto del riscaldamento della luce solare su diversi gas e ha teorizzato che la modifica della proporzione di anidride carbonica nell'atmosfera ne avrebbe modificato la temperatura, nel suo articolo "Circostanze che influenzano il calore dei raggi del sole" alla conferenza dell'American Association for the Advancement of Science del 1856. Anche se sembra che all'epoca le donne fossero autorizzate a presentare documenti all'AAAS, fu il professor Joseph Henry dello Smithsonian Institution a presentare la ricerca al suo posto.

## Biografia

### Primi anni di vita
Nacque come Eunice Newton nel 1819 a Goshen, nel Connecticut, ma crebbe a Bloomfield, New York. Sua madre era Thirza Newton, e suo padre era Isaac Newton Jr., originario di Goshen, Connecticut, e in seguito agricoltore e imprenditore a East Bloomfield, New York. Aveva sei sorelle e cinque fratelli.
Eunice frequentò il Troy Female Seminary, successivamente ribattezzato Emma Willard School, dal 1836 al 1838. Vi studiò teoria scientifica con Amos Eaton. Agli studenti del seminario era permesso frequentare un vicino college di scienze, dove Foote imparò i fondamenti di chimica e biologia. Lì fu influenzata dai libri di testo di Almira Hart Lincoln Phelps, sorella di Emma Willard, che era stata una pioniera come donna scienziata, un'esperta di botanica e la terza donna membro dell'AAAS.

### Attivismo per i diritti delle donne
In qualità di membro del comitato editoriale della Convenzione di Seneca Falls del 1848, la prima convention sui diritti delle donne, Foote fu una delle firmatarie della Dichiarazione dei Sentimenti della convention. Anche suo marito, Elisha, fu tra i firmatari della dichiarazione. È stata una delle cinque donne che hanno preparato gli atti dell'assemblea per la pubblicazione. Foote era una vicina e amica della suffragista Elizabeth Cady Stanton.

### Ricerca scientifica

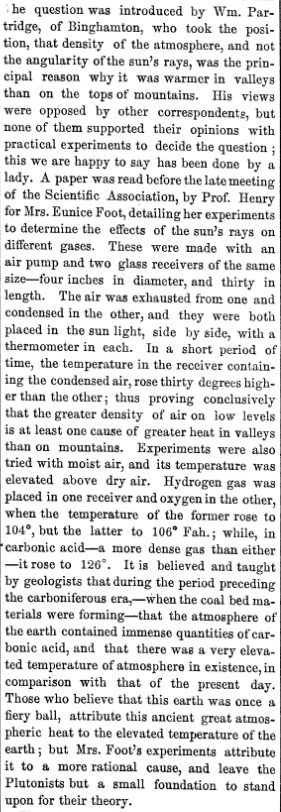
Un articolo del 1856 su Scientific American descriveva gli esperimenti di Eunice Newton Foote sulla temperatura con i gas e la sua scoperta che l'acido carbonico (anidride carbonica) causava il massimo effetto di riscaldamento.

Foote condusse una serie di esperimenti che dimostrarono le interazioni dei raggi del sole su diversi gas. Usò una pompa ad aria, quattro termometri a mercurio e due cilindri di vetro. Per prima cosa posizionò due termometri in ogni cilindro, quindi utilizzando la pompa ad aria, evacuava l'aria da un cilindro e la comprimeva nell'altro. Consentendo a entrambi i cilindri di raggiungere la stessa temperatura, posizionò i cilindri alla luce del sole per misurare la variazione di temperatura una volta riscaldati e in diverse condizioni di umidità. Eseguì questo esperimento con la CO₂, con l'aria comune e con l'idrogeno.
In base ai gas che testò, Foote concluse che l'anidride carbonica aveva trattenuto più calore, raggiungendo una temperatura di 125 °F (52 °C). In base a questo esperimento, affermò che «Il recipiente contenente questo gas è diventato esso stesso molto caldo, molto più sensibilmente dell'altro, e quando è stato rimosso [dal Sole], il raffreddamento è stato altrettanto lungo.» In riferimento alla storia della Terra, Foote teorizzò che «Un'atmosfera fatta di quel gas darebbe alla nostra Terra una temperatura elevata; e se, come alcuni suppongono, in un periodo della sua storia, l'aria si fosse mescolata con essa in una proporzione maggiore rispetto allo stato attuale, deve essere necessariamente derivato un aumento della temperatura per sua stessa azione, nonché per l'aumento del peso.»
Foote illustrò le sue scoperte in un documento intitolato Circumstances affecting the heat of the sun's rays ("Circostanze che influenzano il calore dei raggi del sole"), che fu ammesso all'ottavo incontro annuale dell'American Association for the Advancement of Science il 23 agosto 1856 ad Albany, New York. Non è chiaro perché Foote non abbia presentato personalmente il proprio lavoro alla conferenza, dato che le donne erano in linea di principio autorizzate a parlare, ma la presentazione della sua relazione fu invece fatta dal Prof. Joseph Henry dello Smithsonian Institution. Prima di leggere il lavoro di Foote, Henry ne introdusse i risultati affermando che «La scienza non è di nessun paese e di nessun sesso. La sfera della donna abbraccia non solo il bello e l'utile, ma il vero».
L'articolo di Foote fu pubblicato in seguito nello stesso anno a suo nome sull'American Journal of Science and Arts. Tuttavia, questo documento non fu incluso nei Proceedings del 1856, che rappresentavano il lavoro pubblicato dalle riunioni dell'AAAS dell'anno. Una sintesi del lavoro di Eunice Foote fu pubblicata in Anneal of Scientific Discovery del 1857, un testo contenente recensioni dei progressi scientifici nell'anno successivo a ciascuna pubblicazione. Sintesi delle scoperte di Eunice Foote furono riportate anche sul New York Daily Tribune, sul Canadian Journal of Industry, Science and Art e su Scientific American, nonché sulle riviste europee Jahresbericht nel 1856 e sull'Edinburgh New Philosophical Journal nel 1857. Tuttavia, il breve riconoscimento di Eunice non era completo. Entrambi i riassunti europei omisero le sue conclusioni dirette sull'impatto dell'anidride carbonica sul clima, e il riassunto scritto sull'Edinburgh New Philosophical Journal definì erroneamente la scienziata “Elisha Foote”, il marito di Eunice. Al contempo, Foote fu elogiata nel numero di settembre 1856 di Scientific American intitolato "Scientific Ladies". Gli autori erano rimasti colpiti dalle sue scoperte supportate dai suoi esperimenti, affermando «siamo felici di dire che ciò è stato fatto da una signora».
Foote lavorò anche sull'eccitazione elettrica dei gas e, nell'agosto 1857, il suo lavoro fu pubblicato di nuovo negli Atti dell'American Association for the Advancement of Science.

### Brevetti
Nel 1860 ottenne un brevetto per un «riempimento per suole di stivali e scarpe» fatto di «un pezzo di gomma indiana vulcanizzata» per «evitare il cigolio di stivali e scarpe». Inoltre, nel 1867 Foote sviluppò una nuova macchina per la fabbricazione della carta che produceva una carta descritta come «un netto miglioramento rispetto ai tipi ordinari in termini di resistenza, levigatezza e facilità di strappo in modo uniforme».

### Vita privata
Il 12 agosto 1841 sposò Elisha Foote, giudice, statistico e inventore di East Bloomfield. Elisha ed Eunice vivevano a Seneca Falls in North Park Street, e in seguito si trasferirono a Saratoga, New York. Eunice è stata descritta come «una brava ritrattista e paesaggista». Lei stessa, tuttavia, non è stata immortalata in nessuna fotografia nota. Fu la madre di Mary Foote (1842-1931), artista e scrittrice che sposò il senatore statunitense del Missouri John B. Henderson e di Augusta Newton Foote (1844–1904), scrittrice che scrisse The Sea at Ebb Tide e che fu amministratrice del Barnard College. Eunice ed Eliseo ebbero sei nipoti, tre per ciascuna figlia.
Eunice è sepolta nel cimitero di Green-Wood a Brooklyn, New York.

## Riconoscimenti postumi
Nel XIX secolo sedici articoli di fisica furono pubblicati da donne americane; solo due di essi furono pubblicati prima del 1889 ed entrambi furono scritti da Eunice Foote.
Il lavoro di Foote aveva dimostrato che l'effetto riscaldante della luce solare era influenzato dalla CO₂ e dal vapore acqueo nell'atmosfera. Tre anni dopo, John Tyndall pubblicò la sua ricerca più sofisticata che mostrò che vari gas intrappolavano ed emettevano radiazioni termiche infrarosse piuttosto che luce solare. Il suo lavoro fu pubblicato negli Atti della Royal Society, di cui era membro, ed è comunemente considerato fondamentale per la scienza del clima. Diede credito al lavoro di Claude Pouillet sulla radiazione solare attraverso l'atmosfera, ma sembra che non fosse a conoscenza del lavoro di Foote, o non pensava che fosse rilevante.
Il lavoro di Foote è discusso da Ralph Lorenz in un contesto climatico planetario moderno, il quale osserva che l'assorbimento di radiazioni nel vicino infrarosso (da 0,8 a 3 μm) riportato da Foote è effettivamente un "effetto anti-serra" (come l'inverno nucleare o la polvere nell'atmosfera marziana) e non l'effetto serra dovuto all'assorbimento e al ri-irraggiamento della radiazione infrarossa invisibile a onde lunghe ("termica"). Questa distinzione non fu pienamente apprezzata negli anni 1850.
Nel 2010, il geologo in pensione Ray Sorenson si è imbattuto nel lavoro di Foote in un volume del 1857 dell'Annual Scientific Discovery. Si rese presto conto che Foote era stata la prima a stabilire una connessione tra anidride carbonica e cambiamento climatico e che il suo lavoro non era stato riconosciuto. Nel gennaio 2011, Sorenson pubblicò le sue scoperte su Foote in AAPG Search and Discovery, per le quali ricevette «più risposte che per qualsiasi altro suo lavoro».
Nel maggio 2018 si è tenuto un simposio sul suo lavoro, Science Knows No Gender: In Search of Eunice Foote Who 162 Years Ago Discovered the Principal Cause of Global Warming presso la University of California Santa Barbara, USA.
Nel 2018 è stato prodotto un cortometraggio sulla sua vita intitolato Eunice.
Nel novembre 2019 presso l'Università della California una conferenza e una mostra hanno riconosciuto il contributo di Foote alla scienza del clima e la sua omissione dalla storia del campo. «La storia di Foote non è mai stata così significativa come oggi perché migliora la visibilità delle donne nella scienza e il loro contributo significativo», «La chiamo la Rosa Parks della scienza», ha detto John Perlin, ricercatore presso il Dipartimento di Fisica, autore di un libro su Foote per rendere evidente il suo primato nel porre le basi per la comprensione dell'effetto serra.
Un'analisi approfondita dell'articolo del 1856 di Foote è stata pubblicata nel 2020 da Joseph D. Ortiz, un paleo-climatologo e Roland Jackson, uno storico della scienza. Il loro lavoro esplora il modo in cui Foote ha correlato i cambiamenti nei tipi e nella quantità di gas atmosferici, compreso il biossido di carbonio, al riscaldamento e ai cambiamenti climatici. L'analisi traccia la derivazione delle sue idee ed esplora come ha costruito, realizzato e interpretato i suoi esperimenti.

## Pubblicazioni
- Circumstances affecting the Heat of the Sun's Rays (1856 by Saratoga Springs, New York).[13][31]